# Peltospiridae
Famille
Les Peltospiridae sont une famille de mollusques gastéropodes marins de l'ordre des Neomphalida.

## Historique
La famille des Peltospiridae est décrite en 1989 par le malacologiste James Hamilton McLean (d),. 

## Caractéristiques
Ce sont pour la plupart des espèces abyssales vivant près des cheminées hydrothermales. Certaines espèces ont la capacité d'intégrer des métaux à leur coquille, sous forme de pyrite (FeS2) et de greigite (Fe3S4). Cette structure inspire actuellement la recherche militaire pour confectionner de nouveaux types d'armures.

## Liste des genres
Selon World Register of Marine Species (18 mai 2021) :
- genre Chrysomallon C. Chen, Linse, Copley & Rogers, 2015
- genre Ctenopelta Warén & Bouchet, 1993
- genre Depressigyra Warén & Bouchet, 1989
- genre Dracogyra C. Chen, Y.-D. Zhou, C.-S. Wang & Copley, 2017
- genre Echinopelta McLean, 1989
- genre Gigantopelta C. Chen, Linse, Roterman, Copley & Rogers, 2015
- genre Hirtopelta McLean, 1989
- genre Lirapex Warén & Bouchet, 1989
- genre Nodopelta McLean, 1989
- genre Pachydermia Warén & Bouchet, 1989
- genre Peltospira McLean, 1989
- genre Rhynchopelta McLean, 1989

## Galerie

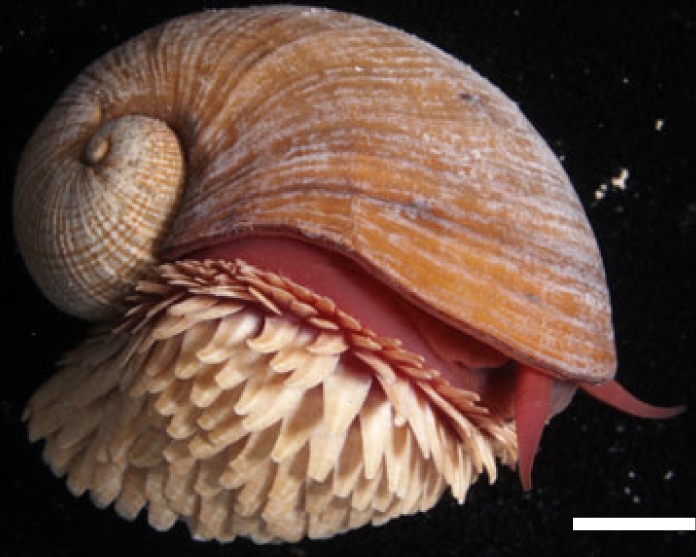
Chrysomallon squamiferum.
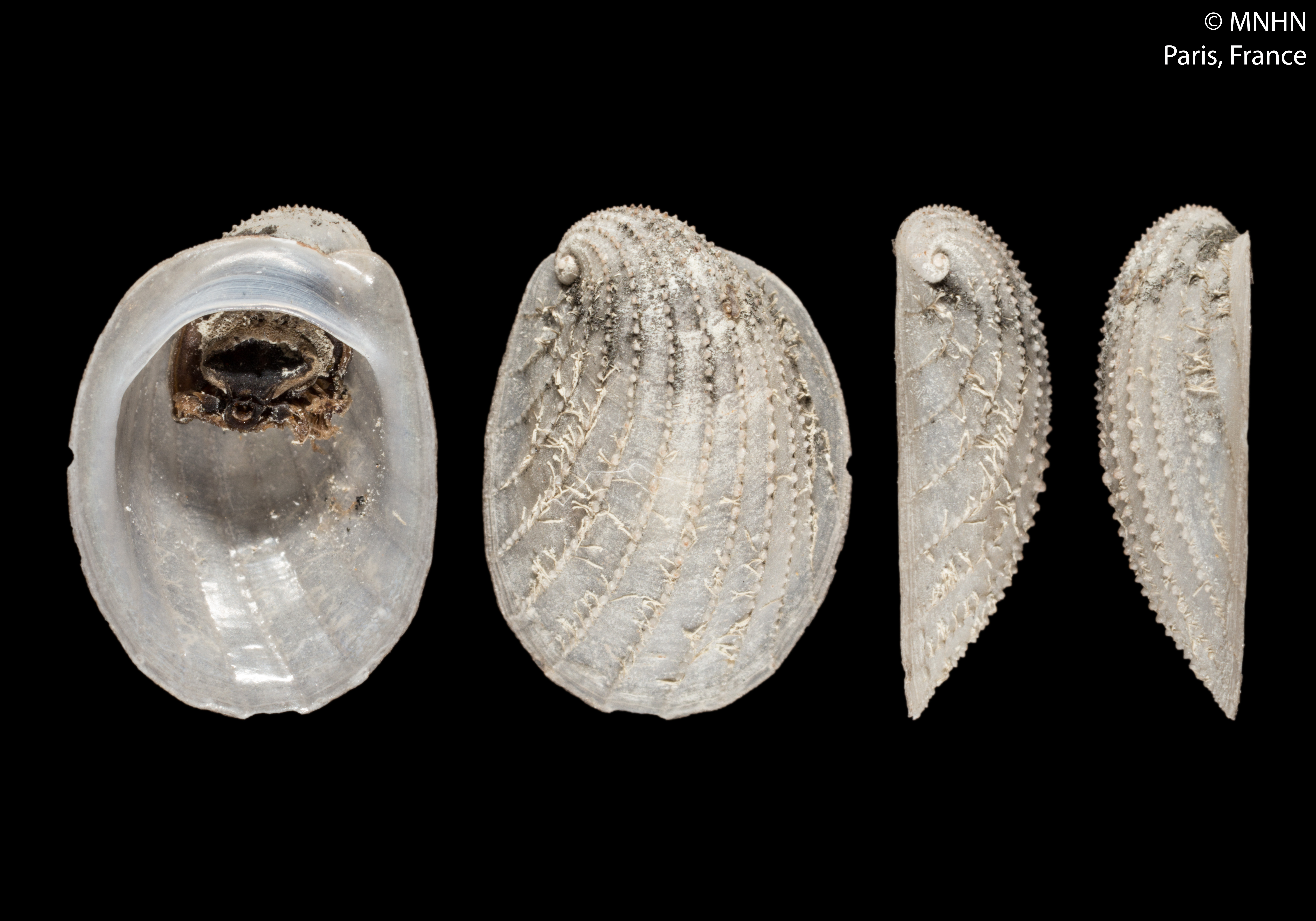
Ctenopelta porifera.
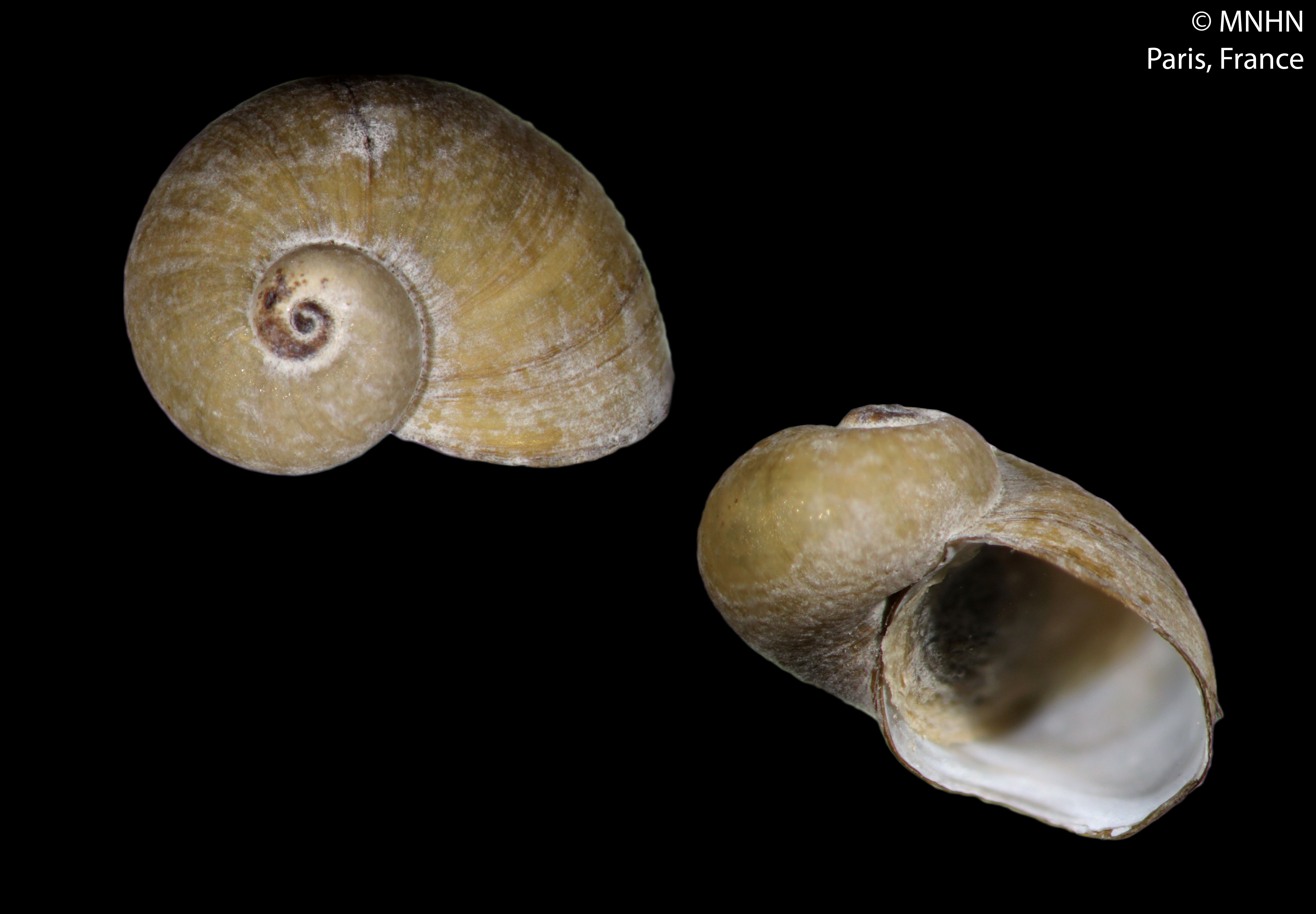
Depressigyra globulus.
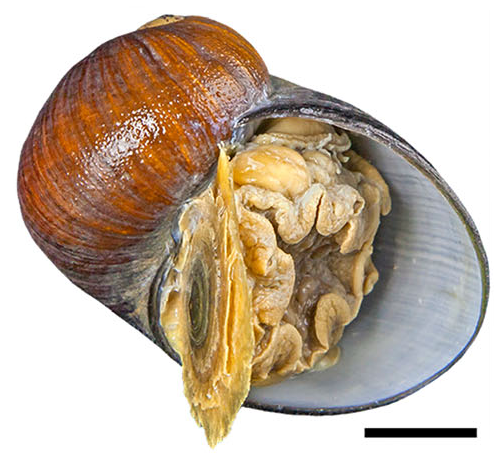
Gigantopelta chessoia.
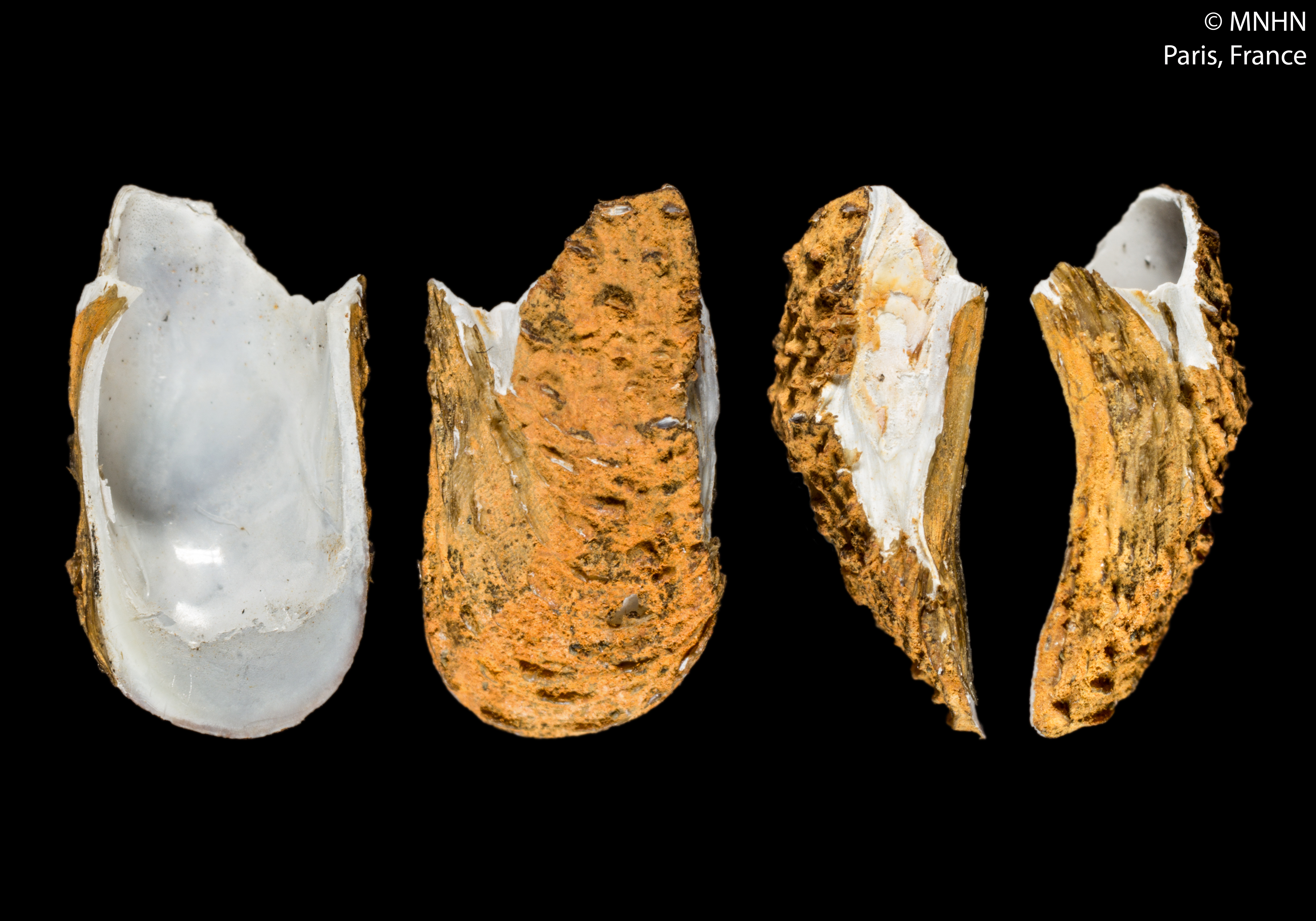
Hirtopelta hirta.
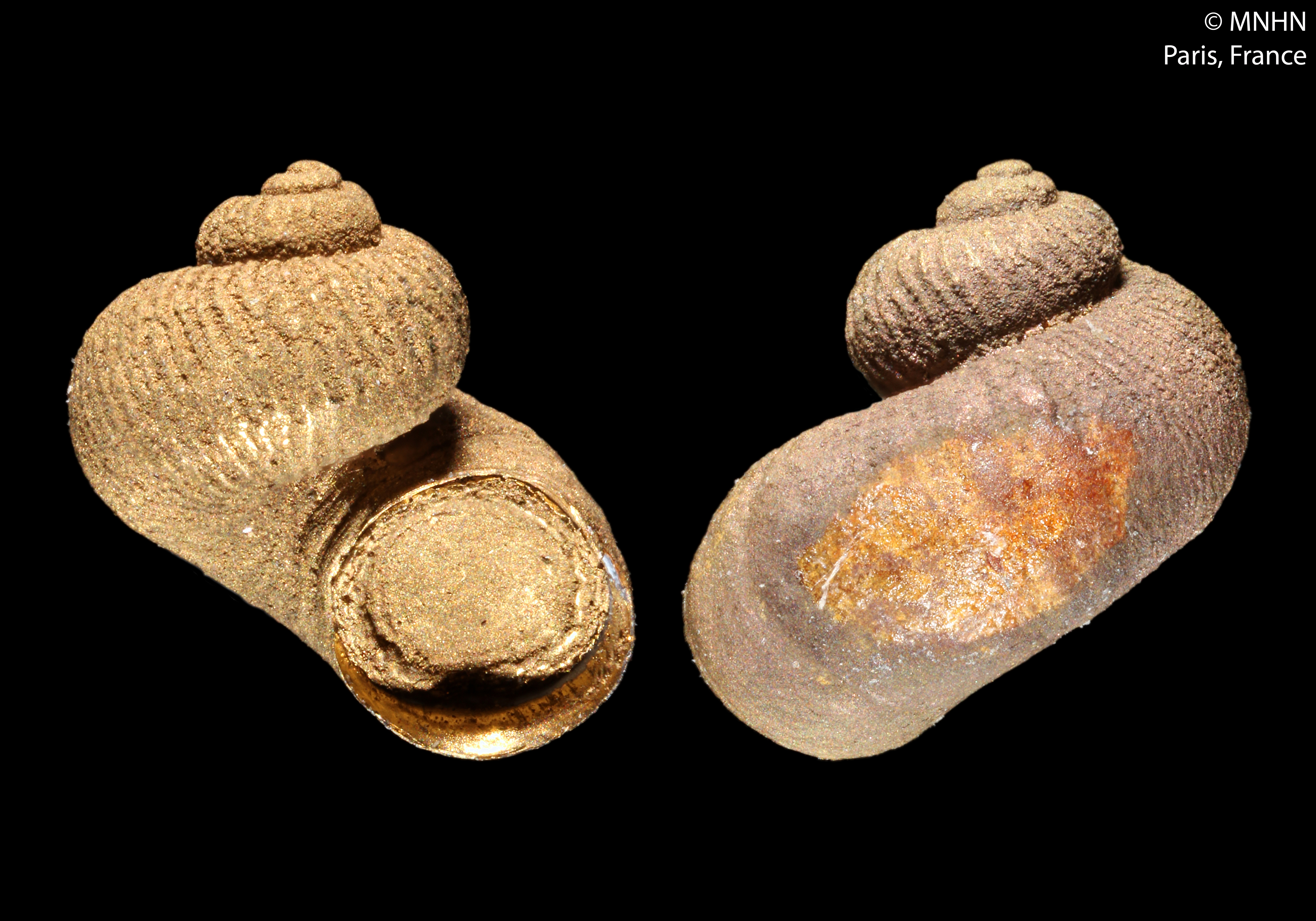
Lirapex costellatus.
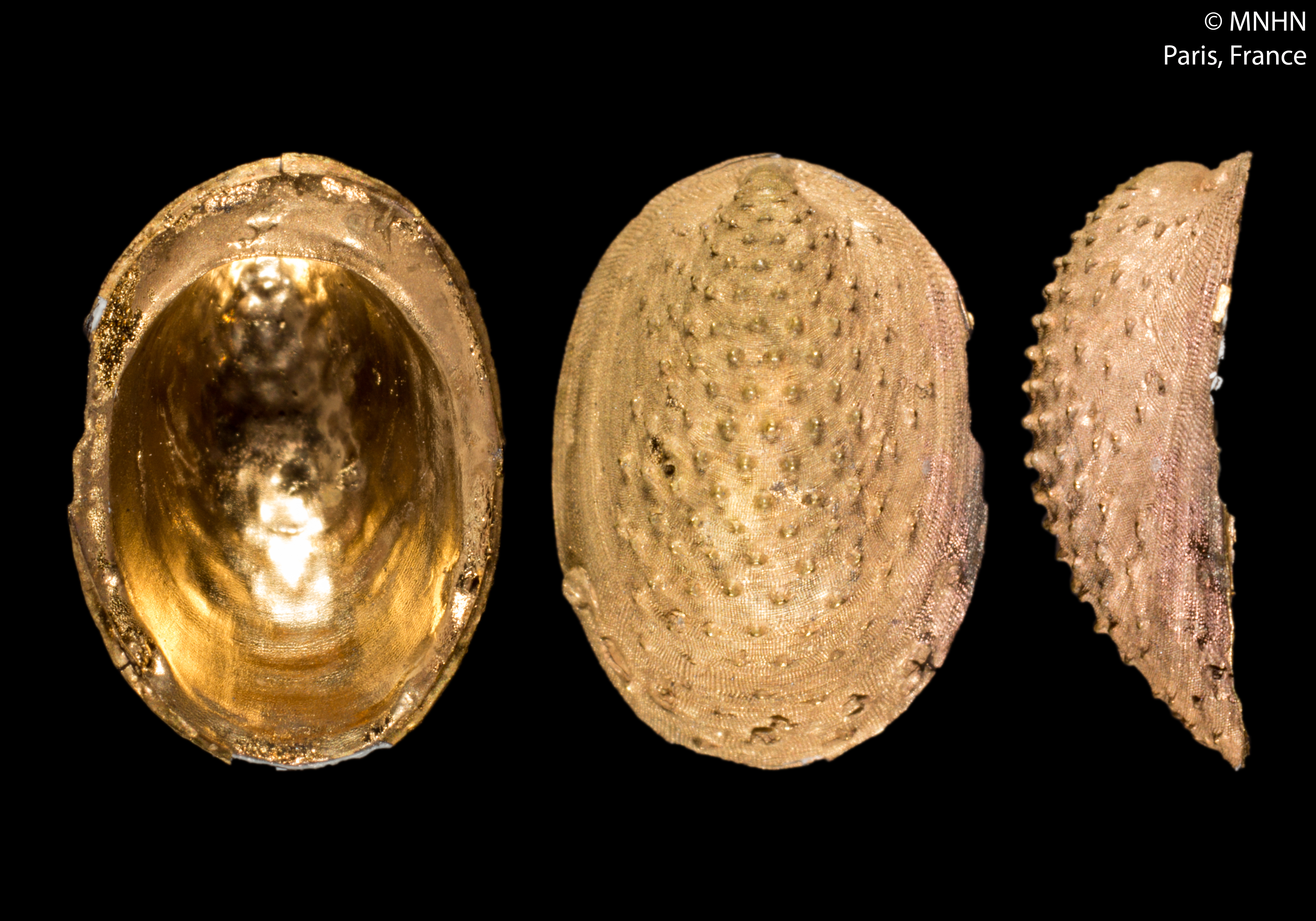
Nodopelta rigneae.
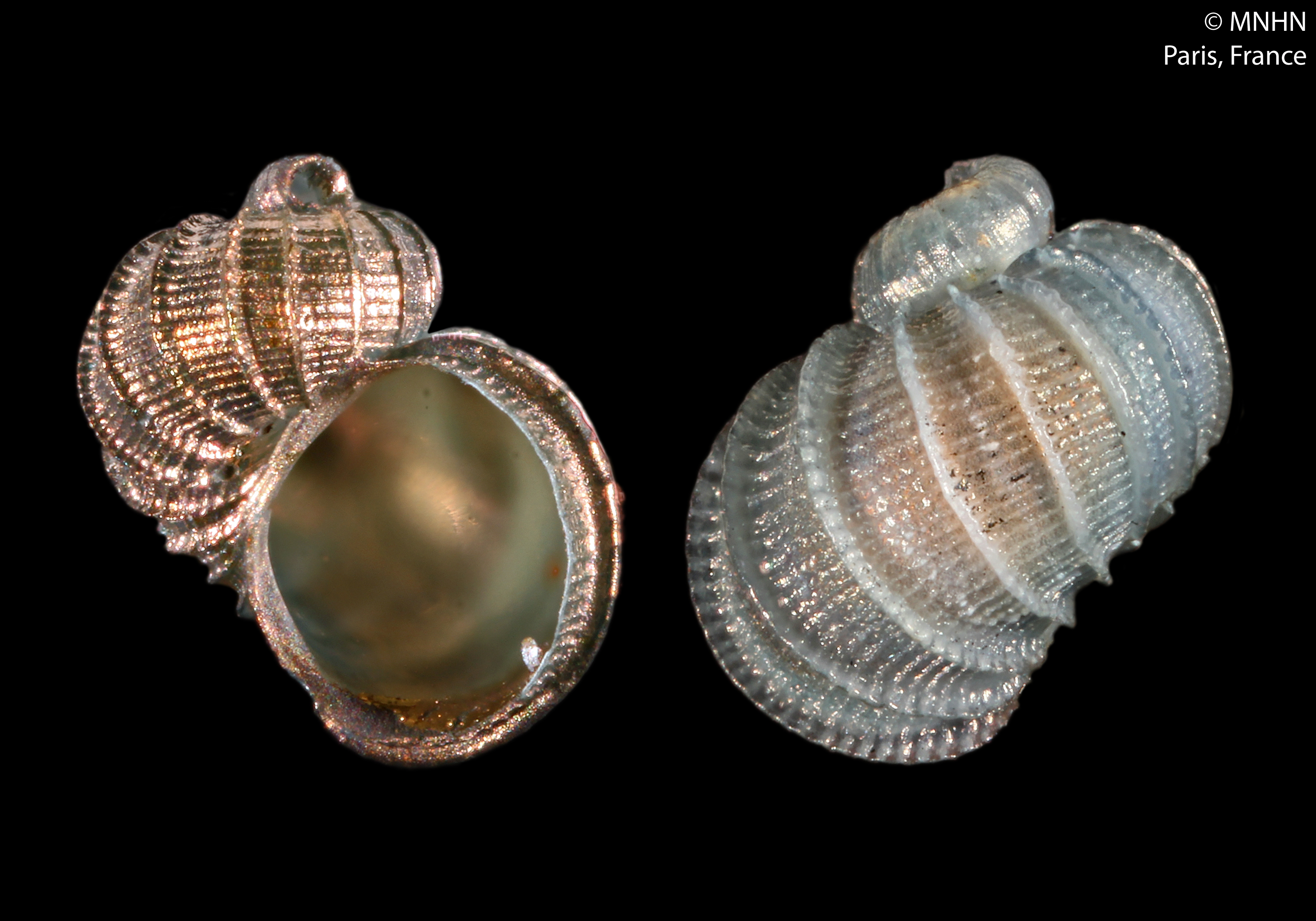
Pachydermia sculpta.
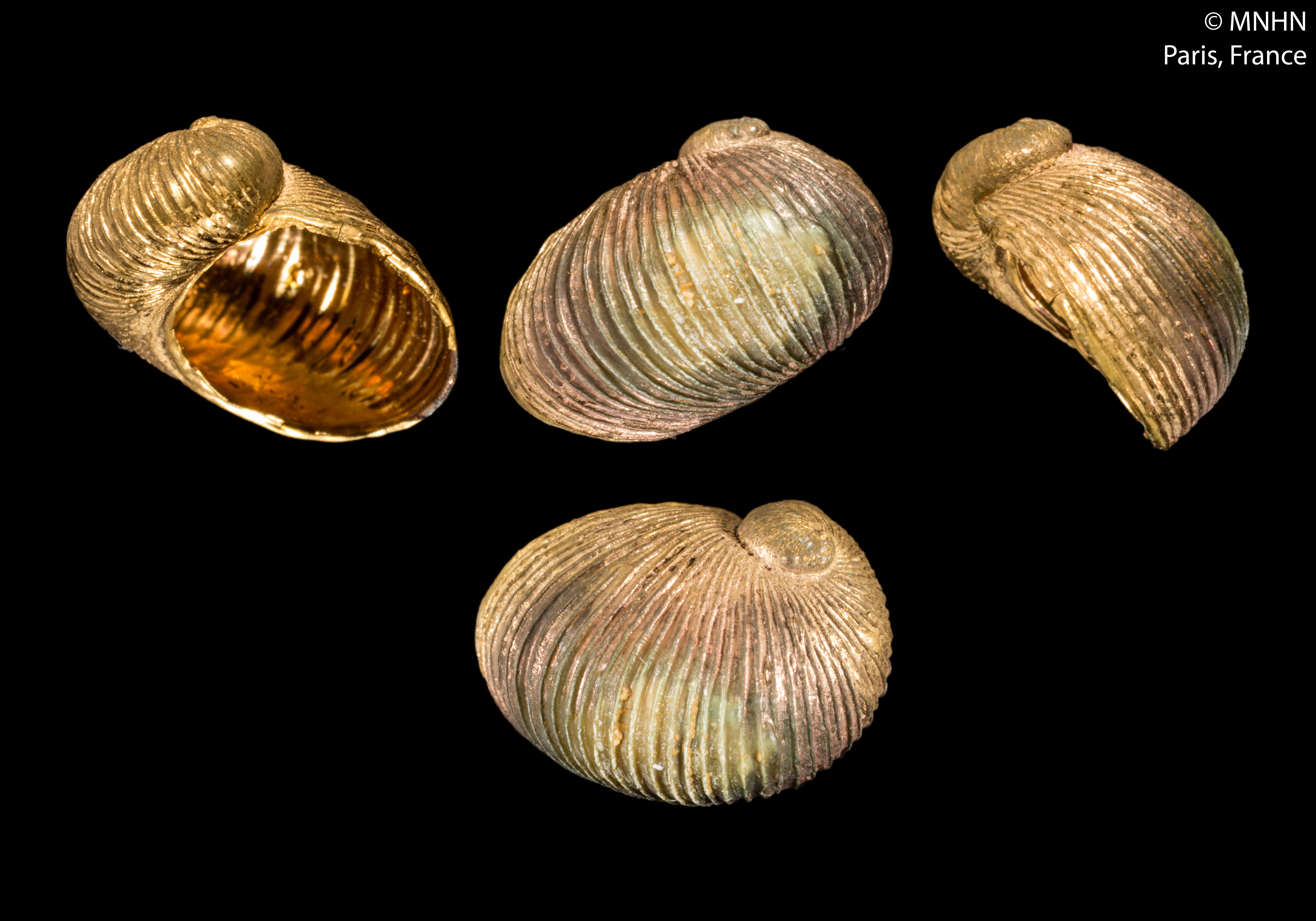
Peltospira smaragdina.

### Publication originale
- [1989] (en) James H. McLean, « New archaeogastropod limpets from hydrothermal vents: new family Peltospiridae, new superfamily Peltospiracea », Zoologica Scripta, Wiley-Blackwell, vol. 18, no 1,‎ janvier 1989, p. 49-66 (ISSN 0300-3256 et 1463-6409, DOI 10.1111/J.1463-6409.1989.TB00123.X). .